# Jean Engels
Jean Engels (Sint-Genesius-Rode, 11 maggio 1922 – Lovanio, 17 aprile 1972) è stato un ciclista su strada belga, professionista dal 1945 al 1951.

## Carriera
Corridore adatto per lo più alle corse di un giorno, vinse una Liegi-Bastogne-Liegi e varie corse minori.

## Palmarès

### Strada
- 1945

Liegi-Bastogne-Liegi

## Piazzamenti

### Grandi Giri
- Tour de France

1948: 32º

### Classiche monumento
- Milano-Sanremo

1947:ritirato
- Giro delle Fiandre

1945: 11º
1947: 17º
- Parigi-Roubaix

1950: 68º
- Liegi-Bastogne-Liegi

1945:vincitore
1946: 21º
1947: 24º